# 1926 en science
| Années de la science : 1923 - 1924 - 1925 - 1926 - 1927 - 1928 - 1929    |
| Décennies de la science : 1890 - 1900 - 1910 - 1920 - 1930 - 1940 - 1950 |

Cet article présente les faits marquants de l'année 1926 en science.

## Événements
- 11 janvier : Gaston Ramon et Christian Zoeller exposent leur méthode des vaccins associés, base du vaccin diphtérie-tétanos[1].

- Janvier : le mathématicien tchèque Otakar Borůvka décrit dans un article intitulé O jistém problému minimálním (« Sur un certain problème minimal ») un algorithme permettant de trouver un arbre couvrant de poids minimal, pour trouver une méthode de construction d'un réseau électrique efficace pour la Moravie[2].

- 17 mars : création de la Fondation Médicale Reine Élisabeth en Belgique[3].

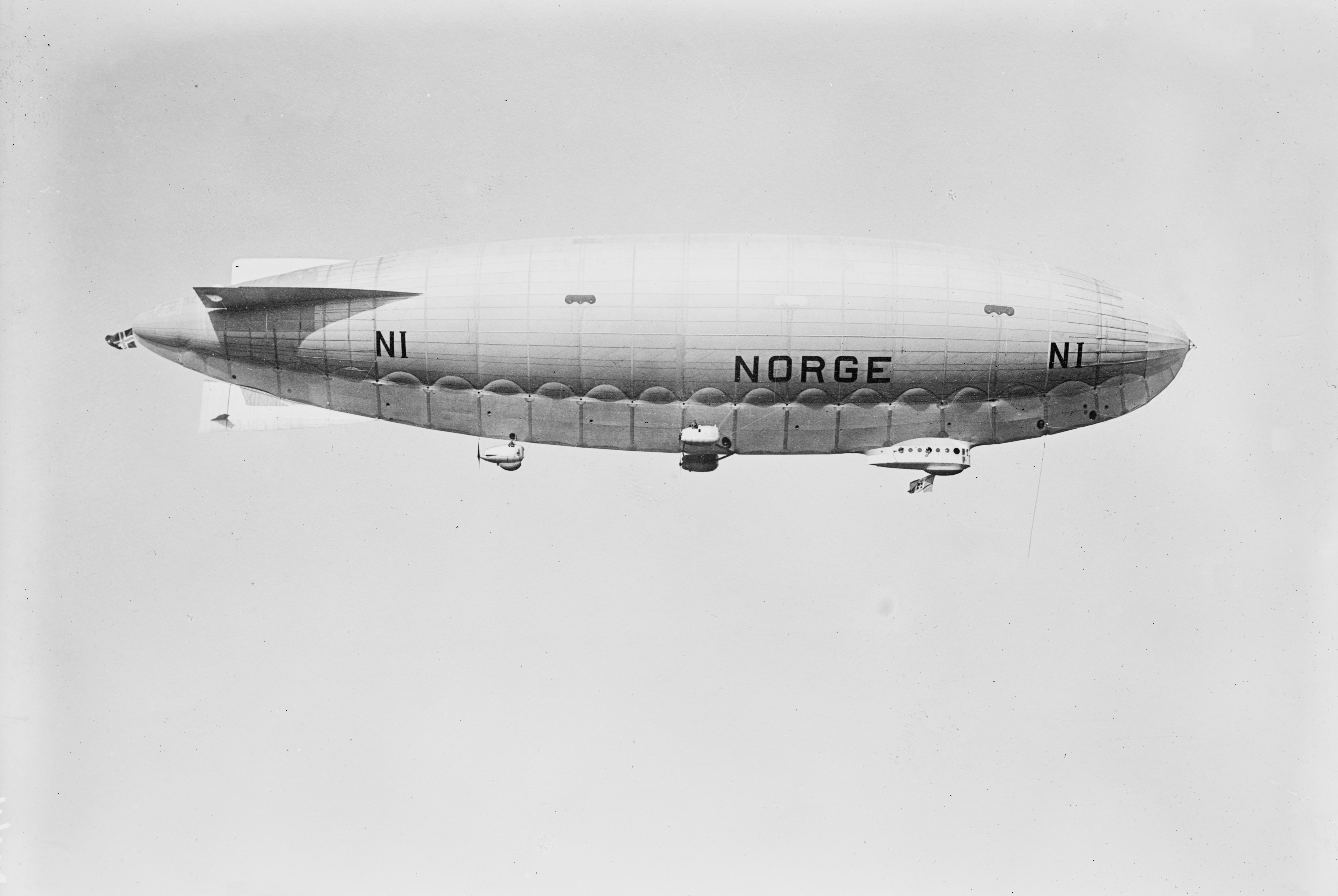
Le dirigeable Norge.

- 9 mai : l'explorateur américain Richard Byrd et son pilote Floyd Bennett tentent de survoler le pôle Nord avec un Fokker F.VII[4].
- 11-14 mai : parti du Spitzberg, Roald Amundsen et Lincoln Ellsworth passent au-dessus du pôle Nord sur un dirigeable, le Norge, piloté par l’Italien Umberto Nobile et douze hommes d'équipage[4].

- Août : le chimiste américain James Batcheller Sumner démontre dans un article publié dans le Journal of Biological Chemistry que l'enzyme uréase est une protéine[5].

- 4 novembre : fondation de la société psychanalytique de Paris[6].

- 18 décembre : dans une lettre publiée dans Nature le chimiste américain Gilbert Lewis propose le terme « photon » pour le quantum d'énergie rayonnante introduit par Einstein en 1905[7].
- Décembre : dans son article intitulé Extra-galactic Nebulae publié dans The Astrophysical Journal, l’astronome américain Edwin Hubble propose un système de classification des galaxies en fonction de leur aspect[8].

- Le météorologiste japonais Ōishi Wasaburō démontre l'existence du courant-jet dans un article publié en espéranto[9].

### Technologie
- 26 janvier : première expérience de télévision. Le Britannique John Logie Baird présente devant la Royal Institution un appareil qui permet de transmettre l’image de visages animés[10].

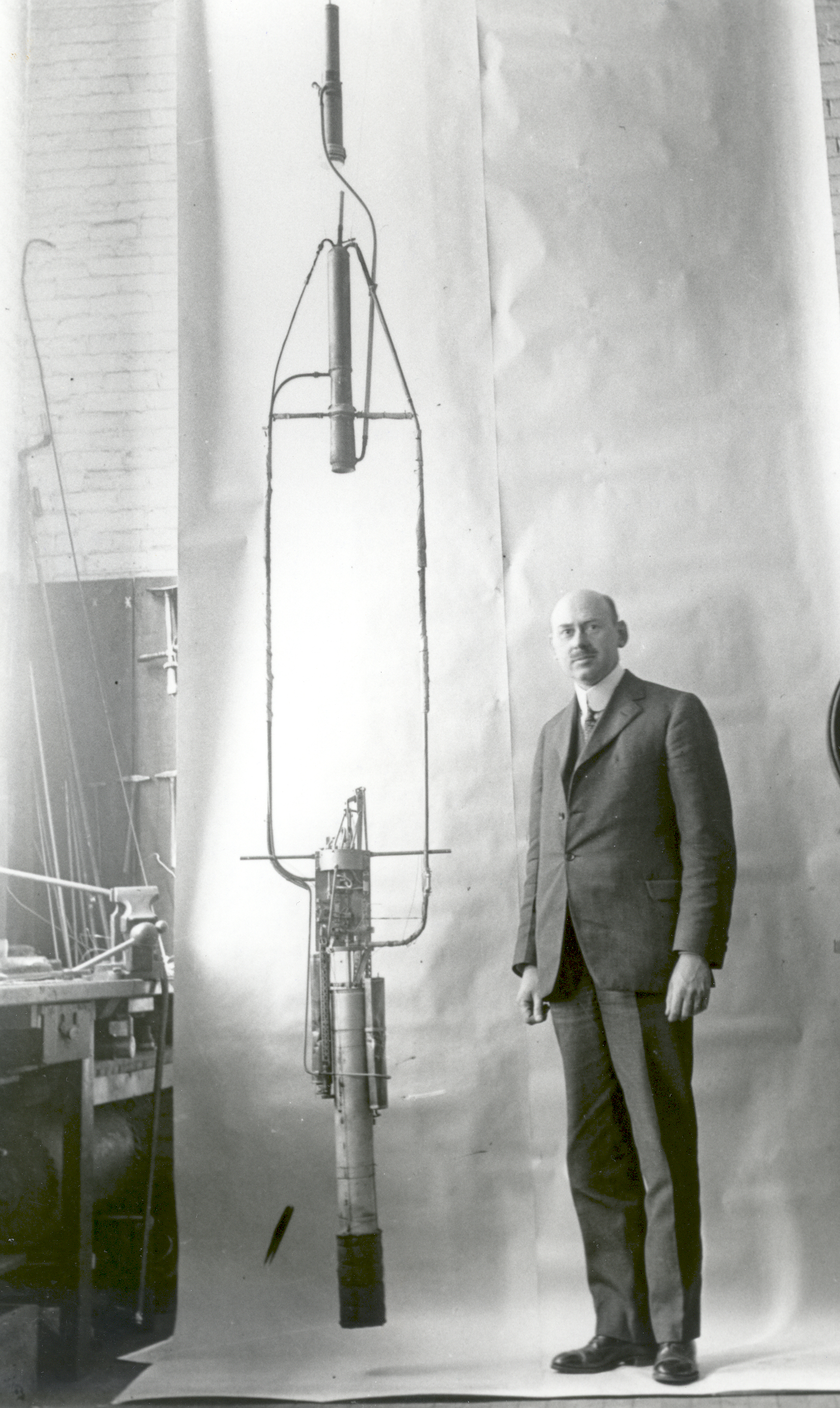
Robert Goddard avec sa fusée à double effet en novembre 1925.

- 16 mars : le physicien américain Robert Goddard lance la première fusée à carburant liquide, le propergol. Baptisé Nell, l’engin s’élève à 12 m à une vitesse moyenne de 96 km/h[11].
- 26 mars : le physicien hongrois Kálmán Tihanyi dépose en Hongrie le brevet du Radioskop, un système de télévision doté d'un tube cathodique[12].

- 26 juillet : le physicien Fernand Holweck authentifie la réception d’images grâce au tube cathodique lors d'une démonstration au laboratoire de Malmaison[13].
- 6 août : l'inventeur français Yves Le Prieur présente son scaphandre autonome de plongée à la piscine des Tourelles, à Paris[14].
- 20 -29 septembre : le Messerschmitt M17, conçu par l'ingénieur allemand Willy Messerschmitt, et le premier avion à moteur à traverser les Alpes de Bamberg à Rome[15].
- 8 octobre : l'ingénieur norvégien Erik Rotheim (en) dépose une demande de brevet à Oslo pour le premier aérosol en cannette[16].

- Le chimiste américain Waldo Semon (en), en collaboration avec la société B.F. Goodrich, développe une méthode de plastification du PVC en le mélangeant avec des additifs[17].
- Mise au point de l'antenne Yagi par les ingénieurs japonais Shintaro Uda et Hidetsugu Yagi[18].

## Publications
- Vladimir Vernadski : Biosphera. Le géochimiste russe définit le concept de biosphère.

## Prix
- Prix Nobel

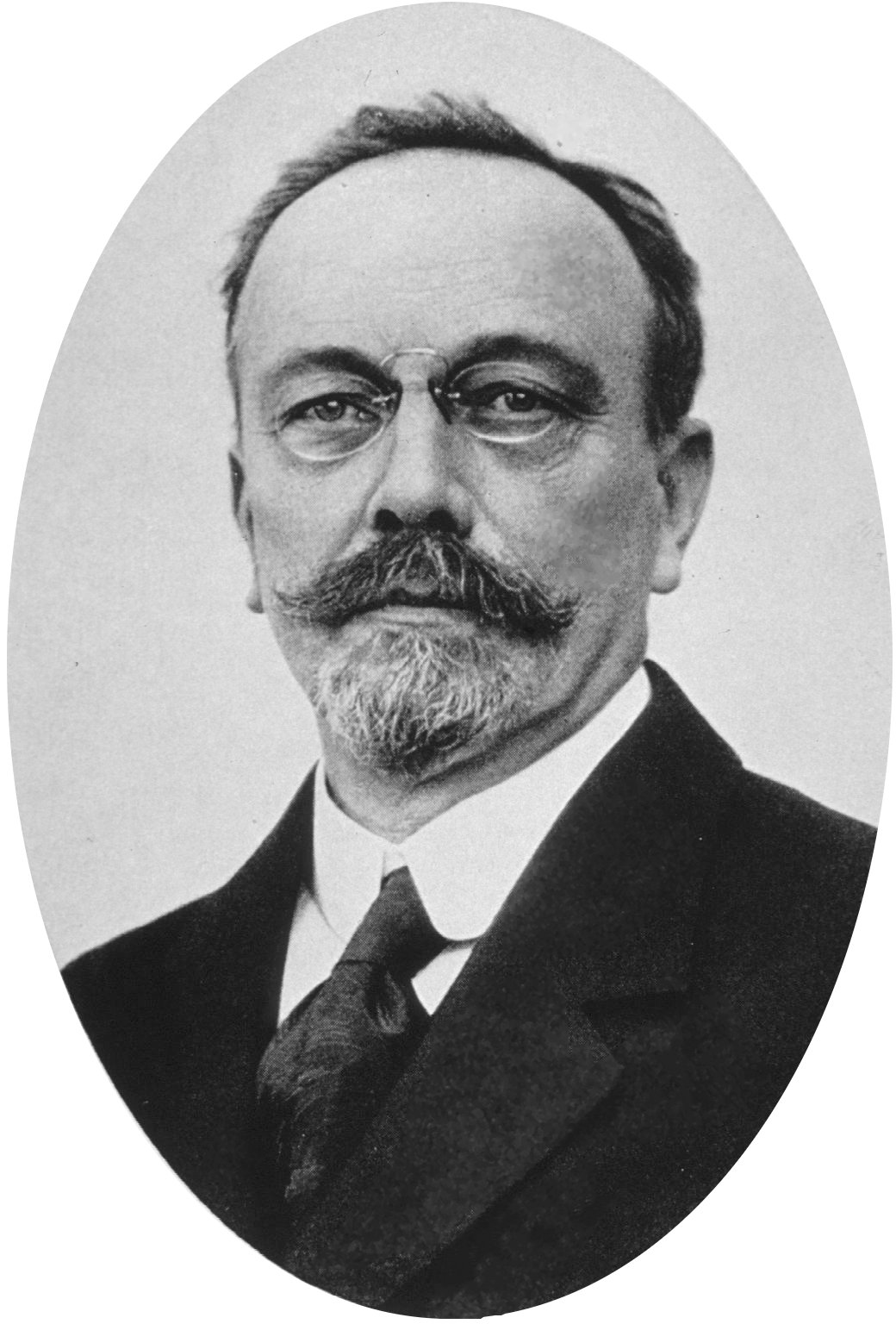
Johannes Andreas Grib Fibiger

  - Physique : Jean Baptiste Perrin (structure discontinue de la matière).
  - Chimie : Theodor Svedberg (suédois, systèmes dispersés)
  - Physiologie ou médecine : Johannes Andreas Grib Fibiger (Danois, cancer)

- Médailles de la Royal Society
  - Médaille Copley : Frederick Hopkins
  - Médaille Darwin : Dukinfield Henry Scott
  - Médaille Davy : James Walker
  - Médaille Hughes : Henry Jackson (en)
  - Médaille royale : Archibald Vivian Hill, William Bate Hardy
  - Médaille Rumford : Arthur Schuster

- Médailles de la Geological Society of London
  - Médaille Lyell : Owen Thomas Jones
  - Médaille Murchison : William Savage Boulton
  - Médaille Wollaston : Henry Fairfield Osborn

- Prix Jules-Janssen (astronomie) : Walter Sydney Adams
- Médaille Bruce (Astronomie) : Robert Grant Aitken
- Médaille Linnéenne : Edgar Johnson Allen

## Naissances

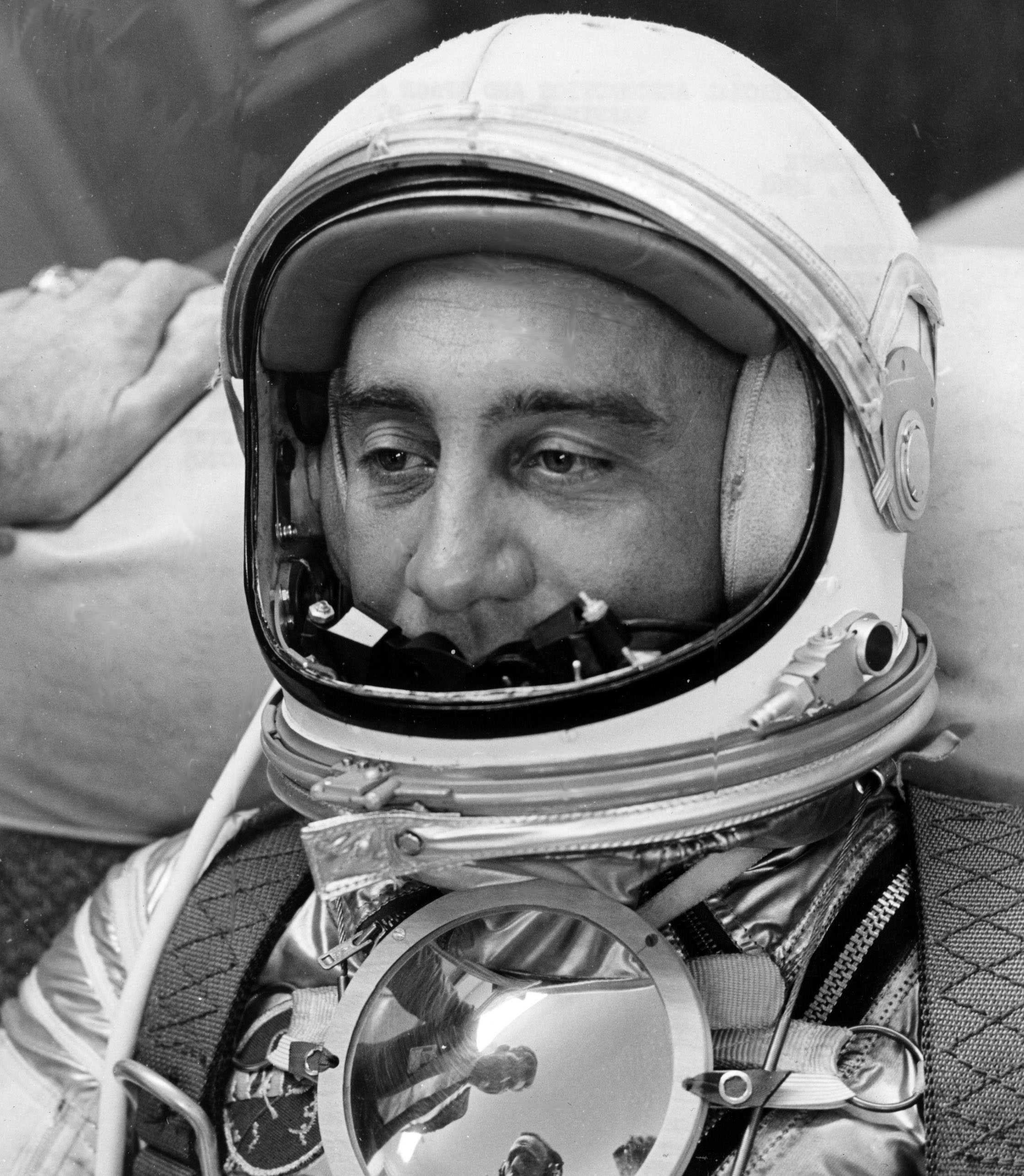
Gus Grissom

### Janvier
- 2 janvier : Jean Boulbet (mort en 2007), ethnologue français.
- 11 janvier : Lev Demine (mort en 1998), cosmonaute soviétique.
- 29 janvier : Abdus Salam (mort en 1996), physicien pakistanais, prix Nobel de physique en 1979.

### Février
- 7 février : Konstantin Feoktistov (mort en 2009), ingénieur et cosmonaute soviétique.

### Mars
- 2 mars : George Patrick Leonard Walker (mort en 2005), volcanologue anglais.
- 4 mars : Henri de Contenson, archéologue français.
- 5 mars : Paul Pierrat (mort en 1990), prêtre et archéologue amateur français.
- 6 mars : Paul G. Comba, astronome italo-américain.
- 12 mars : Jacques Chonchol, agronome et homme politique chilien (mort en 2023).
- 17 mars : Sándor Bökönyi (mort en 1994), paléozoologue hongrois.
- 26 mars : Guy Ourisson (mort en 2006), chimiste français.
- 31 mars : Rocco Petrone (mort en 2006), ingénieur américain, directeur du programme Apollo.

### Avril
- 3 avril : Gus Grissom (mort en 1967), astronaute américain.
- 10 avril : Ita Gassel (mort en 1994), ethnologue et écrivain belge.
- 16 avril : Robbins Burling, anthropologue et linguiste américain.
- 27 avril : Harold Conklin, anthropologue américain.

### Mai
- 4 mai : Milton Orville Thompson (mort en 1993), pilote-ingénieur américain.
- 7 mai : Werner Kaiser, égyptologue allemand.
- 10 mai : Bernard-Philippe Groslier (mort en 1986), archéologue français.
- 12 mai : George C. Williams (mort en 2010), biologiste américain.
- 31 mai : John George Kemeny (mort en 1992), mathématicien américain. Il a développé le langage de programmation BASIC.

### Juin
- 1er juin : Albert Starr, cardiologue américain.
- 4 juin : André Debord (mort en 1996), historien et archéologue français.
- 10 juin : George Low (mort en 1984), administrateur autrichien naturalisé américain.
- 18 juin : Allan Sandage (mort en 2010), astronome américain.
- 20 juin : Louis Berlinguet, chimiste québécois.
- 21 juin : Lou Ottens (mort en 2021), ingénieur néerlandais.
- 26 juin : Vera Nyitrai (morte en 2011), statisticienne hongroise.
- 30 juin : Paul Berg, biochimiste américain, prix Nobel de chimie en 1980.

### Juillet
- 2 juillet : Konrad Rudnicki, astronome polonais.
- 9 juillet : Ben Roy Mottelson, physicien américano-danois, prix Nobel de physique en 1975.
- 12 juillet : Carl Adam Petri (mort en 2010), mathématicien et informaticien allemand.
- 16 juillet : Irwin Rose, biochimiste américain, prix Nobel de chimie en 2004.
- 24 juillet : Jean-Paul Auffray (mort en 2022), physicien et historien des sciences français.
- 25 juillet : Ray Solomonoff (mort en 2009), informaticien et chercheur américain.
- 31 juillet : 
  - Rupert Neve (mort en 2021), ingénieur britannique.
  - Hilary Putnam (mort en 2016), philosophe et logicien américain.

### Août
- 11 août : Aaron Klug, physicien et chimiste anglais d'origine lituanienne, prix Nobel de chimie en 1982.
- 16 août : Roger Agache, archéologue français.
- 17 août : Michel Langevin, (mort en 1985), physicien nucléaire français.
- 23 août : Clifford Geertz (mort en 2006), anthropologue américain.
- 27 août :
  - George Brecht (mort en 2008), artiste et chimiste américain.
  - Kristen Nygaard (mort en 2002), mathématicien et informaticien norvégien.

### Septembre
- 14 septembre : Hans Joachim Bremermann (mort en 1996), mathématicien et biophysicien germano-américain.
- 19 septembre : Masatoshi Koshiba, physicien japonais, prix Nobel de physique en 2002.
- 21 septembre : Donald Arthur Glaser, physicien américain, prix Nobel de physique en 1960.

### Octobre
- 13 octobre :
  - Jacques Blamont (mort en 2020), astrophysicien français.
  - Charles W. Curtis, mathématicien et historien des mathématiques américain.
- 17 octobre : Karl G. Henize (mort en 1993), astronaute américain.

### Novembre
- 20 novembre : Andrzej Wiktor Schally, endocrinologue polonais, naturalisé américain, prix Nobel de physiologie ou médecine en 1977.
- 24 novembre : Tsung-Dao Lee (mort en 2024), physicien américain d'origine chinoise, prix Nobel de physique en 1957.

### Décembre
- 9 décembre : Henry Way Kendall (mort en 1999), physicien américain, prix Nobel de physique en 1990.
- 12 décembre : Étienne-Émile Baulieu, médecin et biochimiste français.

- William Alvin Howard, logicien américain.

## Décès

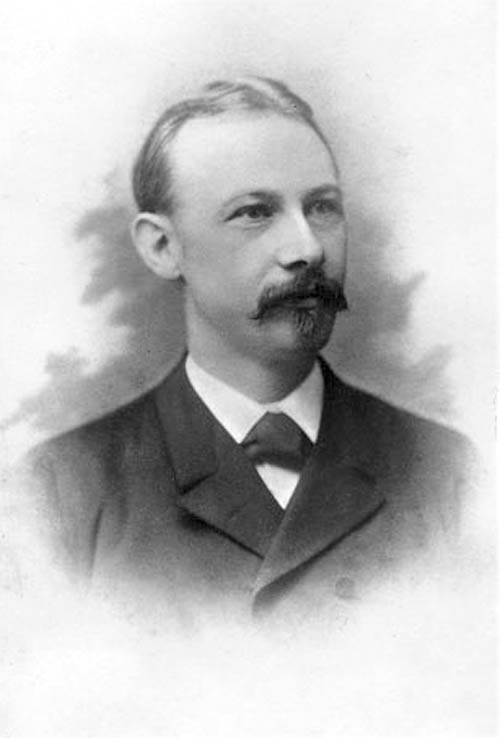
Heike Kamerlingh Onnes

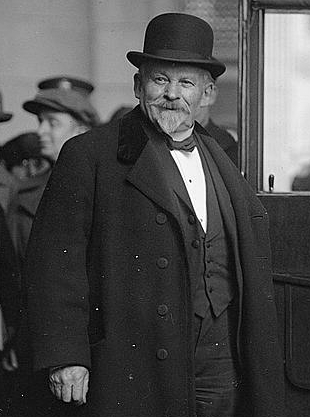
Émile Coué

- 8 février : William Bateson (né en 1861), biologiste britannique.
- 21 février : Heike Kamerlingh Onnes (né en 1853), physicien néerlandais, prix Nobel de physique en 1913.
- 28 février : Alphonse Louis Nicolas Borrelly (né en 1842), astronome français.
- 26 mars : Georges Aaron Bénédite (né en 1857), égyptologue français.

- 11 avril : Luther Burbank (né en 1849), horticulteur américain.
- 18 avril : Jan Szczepanik (né en 1872), inventeur polonais.

- 5 mai : Franz von Soxhlet (né en 1848), agrochimiste allemand.
- 17 mai : Sidney Irving Smith (né en 1843), zoologiste américain.
- 18 mai : Bernard Pyne Grenfell (né en 1869), égyptologue anglais.
- 30 mai : Vladimir Steklov (né en 1864), mathématicien et physicien russe.

- 2 juin : William Boog Leishman (né en 1865), médecin écossais.
- 13 juin : Jean Pagès-Allary (né en 1863), géologue et archéologue français.

- 2 juillet : Émile Coué (né en 1857), psychothérapeute français.

- 31 août : Somers Clarke (né en 1841), architecte et égyptologue anglais.

- 14 septembre : John Dreyer (né en 1852), astronome irlando-danois.

- 6 octobre : Volodymyr Hnatiouk (né en 1871), ethnographe ukrainien.

- 13 novembre : Maurice Delafosse (né en 1870), administrateur colonial français.

- 9 décembre : Leopoldo Batres (né en 1852), militaire, anthropologue et archéologue mexicain.
- 10 décembre : Addison Emery Verrill (né en 1839), zoologiste et géologue américain.